# Madayade
Singles de Berryz Kōbō
Yuke Yuke Monkey Dance
(2008) Dakishimete Dakishimete
(2009)
Singles par Dschinghis Khan x Berryz Kōbō
Dschinghis Khan Tartar Mix
(2008)
Madayade (titré en capitales : MADAYADE) est le 18e single du groupe de J-pop Berryz Kōbō.

## Présentation
Le single, écrit, composé et produit par Tsunku, sort le 5 novembre 2008 au Japon sur le label Piccolo Town. Il atteint la 6e place du classement des ventes hebdomadaire de l'Oricon. Il sort également dans une édition limitée avec une pochette différente et un DVD en supplément, ainsi qu'au format "single V" (vidéo DVD) deux semaines après. Une édition DVD "event V" sera aussi vendue lors de représentations du groupe. La chanson titre figurera uniquement sur l'album "Best of" du groupe qui sort deux mois après : Berryz Kōbō Special Best Vol.1.

## Formation
Membres créditées sur le single :
- Saki Shimizu
- Momoko Tsugunaga
- Chinami Tokunaga
- Māsa Sudō
- Miyabi Natsuyaki
- Yurina Kumai
- Risako Sugaya

## Liste des titres
Single CD
1. Madayade (MADAYADE?)
2. Furare Pattern (フラれパターン?)
3. Madayade (Instrumental) (MADAYADE...?)

DVD de l'édition limitée
1. Jacket (...) Making Eizô (ジャケット撮影メイキング映像?) (Making-of)

Single V
1. Madayade (MADAYADE?)
2. Madayade (Dance Shot Ver.) (MADAYADE...?)
3. Making Eizô (メイキング映像?) (Making-of)

DVD de l'édition "event V"
1. Madayade (Close-up Ver.) (MADAYADE...?)
2. Madayade (OL Ver.) (MADAYADE...?)
3. Madayade (Shimizu Saki Ver.) (MADAYADE (清水佐紀 Ver.)?)
4. Madayade (Tsugunaga Momoko Ver.) (MADAYADE (嗣永桃子 Ver.)?)
5. Madayade (Tokunaga Chinami Ver.) (MADAYADE (徳永千奈美 Ver.)?)
6. Madayade (Sudo Maasa Ver.) (MADAYADE (須藤茉麻 Ver.)?)
7. Madayade (Natsuyaki Miyabi Ver.) (MADAYADE (夏焼雅 Ver.)?)
8. Madayade (Kumai Yurina Ver.) (MADAYADE (熊井友理奈 Ver.)?)
9. Madayade (Sugaya Risako Ver.) (MADAYADE (菅谷梨沙子 Ver.)?)